# Klaus Tschütscher
Klaus Tschütscher (Vaduz, 8 de julio de 1967) es un político liechtensteiniano que ocupó el cargo de primer ministro de Liechtenstein desde el 25 de marzo de 2009 hasta el 27 de marzo de 2013, tras ganar las elecciones su partido con mayoría absoluta. Además preside el comité ejecutivo de servicios, de finanzas, de familia y de igualdad de oportunidades. Es miembro de la Unión Patriótica.
Estudió en la Universidad de San Galo, donde se doctoró en 1996. Está casado y tiene dos hijos. Reside en Ruggell.

## Distinciones honoríficas
- Gran Decoración de Honor en Oro con Fajín de la Orden al Mérito de la República de Austria (2011).[2]